# Riccardo Petrella

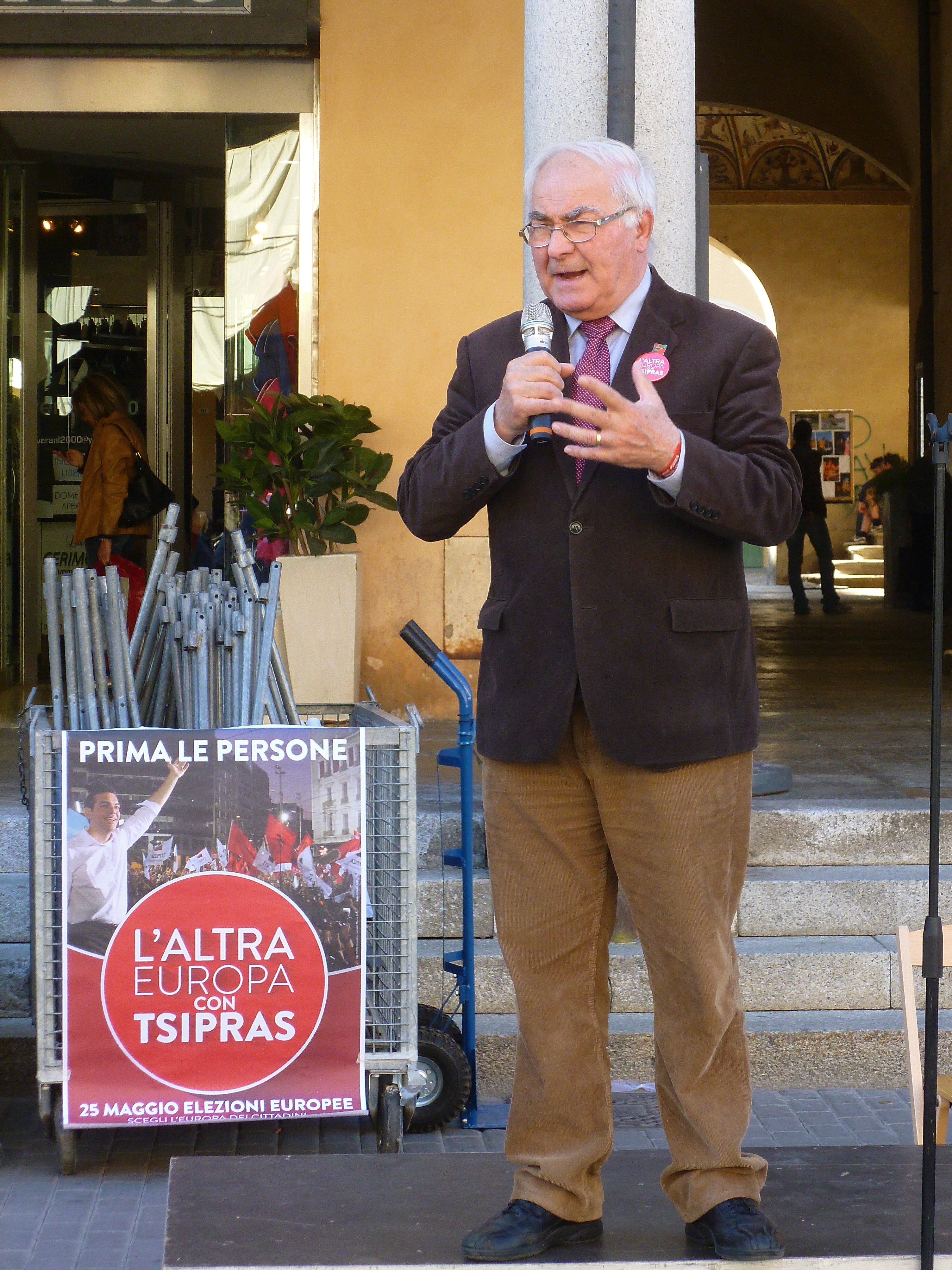
Riccardo Petrella 2014

Riccardo Petrella (* 5. August 1941 in La Spezia, Italien) ist ein italienischer Politologe, Soziologe und Menschenrechtsaktivist. Er ist emeritierter Professor für Sozial- und Politikwissenschaften an der Université catholique de Louvain (Belgien).

## Karriere
In den Jahren 1967 bis 1975 war Petrella Sekretär und später Direktor des Europäischen Koordinationszentrums für Sozialforschungen in Wien und von 1976 bis 1978 Vorsitzender der internationalen Sozialforschungsstätte in Paris; er war außerdem Fellow der Ford Foundation.
1991 gründete Petrella die „Gruppe von Lissabon“, ein Forum aus 20 Vertretern von Universitäten, Industrieunternehmen, Medien und Kulturinstitutionen. Das Ziel der Gruppe ist die kritische Analyse der Globalisierung und deren weltweite Auswirkungen auf Menschen und Umwelt. Von 1981 bis 1994 war er Direktor des Programms „Forecasting and Assessment in Science and Technology“ (FAST) bei der Europäischen Kommission. Seit 1999 wirkt er unter anderem als Professor an verschiedenen Universitäten (wie Vrije Universiteit Brussel, Université catholique de Louvain, Universität der italienischen Schweiz).
Petrella gilt als Kämpfer für den freien Zugang zum Wasser, was für ihn als „gemeinsames Erbe der Menschheit“ gilt, und wirkt in der internationalen Antiprivatisierungskampagne des Trinkwassers auf internationaler Ebene mit. Er ist Autor zahlreicher Publikationen; eines seiner bedeutendsten Werke – Wasser für alle: ein globales Manifest (2001) – entstand durch eine Initiative, die vom internationalen Aktionskomitee für einen Weltwasservertrag unterstützt wurde.
Bei den Wahlen zum Europäischen Parlament 2014 kandidierte Petrella erfolglos für die Liste L’Altra Europa (Fraktion GUE/NGL). Gegenwärtig ist Petrella Präsident des Institut Européen de Recherche sur la Politique de l'Eau (Europees Onderzoeksinstituut voor waterbeleid) mit Sitz in Brüssel. Darüber hinaus engagiert er sich im Rahmen der Kampagne Banning Poverty 2018.

## Persönliches
Petrella ist mit der Belgierin Anne Rondelet verheiratet und Vater dreier erwachsener Kinder: Francesca, Marco und Emmanuel. Er lebt heute im belgischen Schaerbeek.

## Schriften (Auswahl)
- La renaissance des cultures régionales en Europe (1978)
- Limites à la compétitivité (1995)
- Le Bien commun, Éloge de la solidarité (1996)
- (sous la direction de). L'eau. Res publica ou marchandise? (2003)
- Il manifesto dell'acqua: il diritto alla vita per tutti. Torino: Edizioni Gruppo Abele, 2001. ISBN 88-7670-384-5 .
- Wasser für alle: ein globales Manifest. Aus dem Franz. von Gabriela Zehnder. Mithrsg. von Helvetas. Zürich: Rotpunktverl., 2000. ISBN 3-85869-193-3. (Übersetzung von Le manifeste de l'eau)
- Désir d'humanité: Le droit de rêver (2004)
- Pour une nouvelle narration du monde (2007)